# Bigelow Commercial Space Station

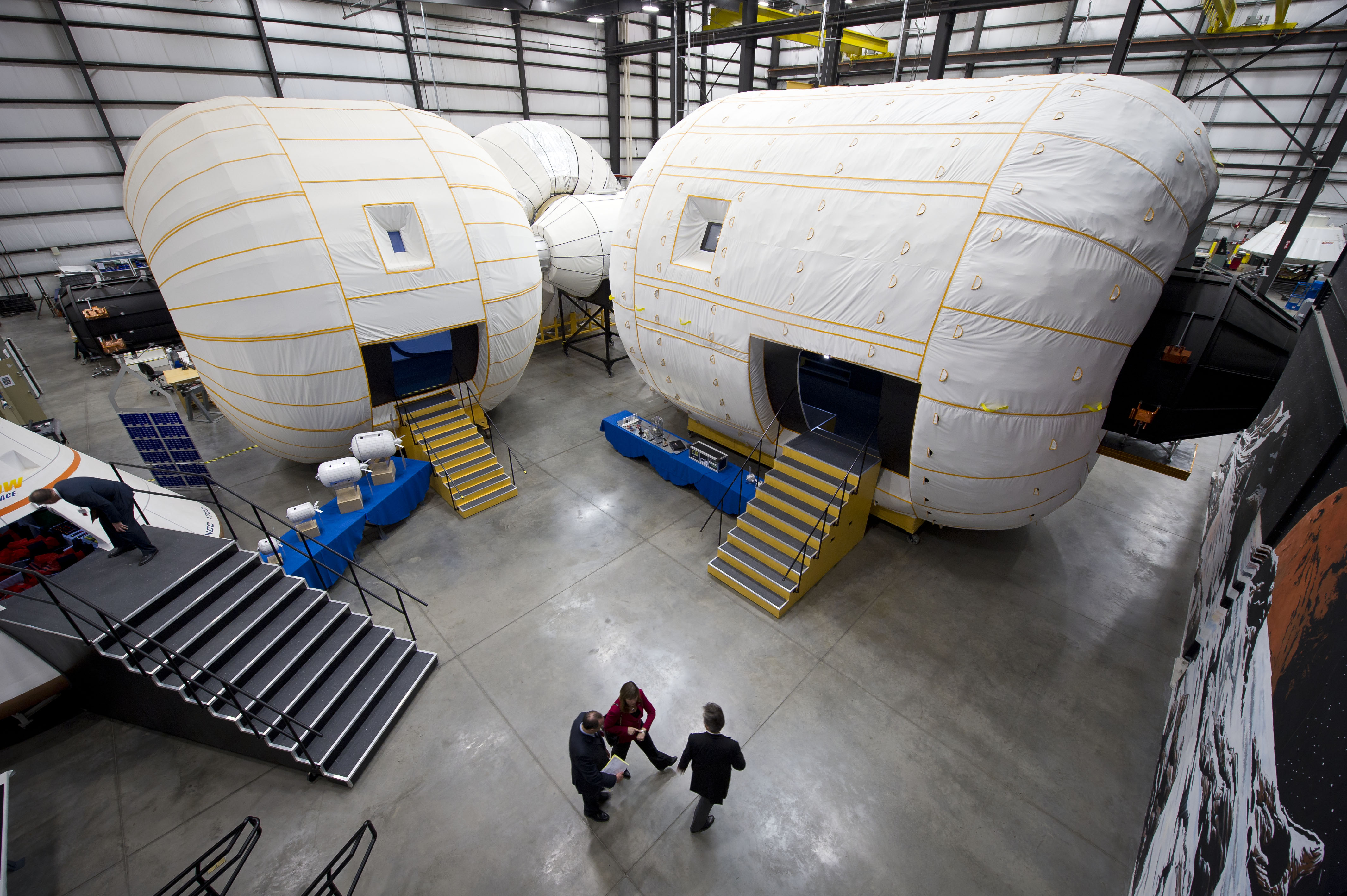
Prototipi di unità abitative spaziali di Bigelow

La Bigelow Commercial Space Station o stazione spaziale commerciale Bigelow è una stazione spaziale privata da orbita terrestre bassa in sviluppo dalla società Bigelow Aerospace.
Sarà composta da diversi moduli abitativi gonfiabili B330 creati da Bigelow i quali ognuno possono operare indipendentemente e che potranno essere attaccati alla Stazione Spaziale Internazionale come ha riferito Robert Bigelow.
L'8 aprile 2016 la NASA ha lanciato un modulo gonfiabile Bigelow e facendolo attraccare alla ISS dove sarà testato per due anni.
Qualunque stazione spaziale indipendente di Bigelow dovrà attendere lo sviluppo e la disponibilità in commercio di un veicolo spaziale orbitale per esseri umani; in particolare si attende la SpaceX Dragon 2 nel 2018 Due B330 saranno pronti per il 2020 e un contratto di lancio per uno di essi è atteso per il 2021 a seguire da un lancio in orbita lunare bassa per il 2022.